# Lenhovda
Lenhovda (uttalas /²leːnˌhɔvda/) är en tätort i Uppvidinge kommun i Kronobergs län.

## Etymologi
Äldsta kända skrivformen för Lenhovda är Linhofd, belagt år 1266. Namnet anses sammansatt av lin som syftar på ån som rinner från Lenhovdasjön, och hofd som anses betyda källsjö. Lenhovda torde därför betyda Linåns källsjö.

## Historia
I Lenhovda finns ett stort gravfält från järnåldern med ca 170 fornlämningar, som visar Lenhovdas betydelse som boplats cirka 500 år f Kr.
Lenhovda var sedan urminnes tid tingsställe i Uppvidinge härad. Det äldsta kända belägget är en anteckning från 1408 där tingsstället betecknats som "Linhofda tinget".  Det första kända tingshuset torde ha tillkommit omkring 1623. Från 1669 noteras att "häradets fängelse eller kista" var nyuppfört.
Mellan 1922 och 1983 passerade Östra Värends Järnväg Lenhovda.

### Administrativa tillhörigheter
Lenhovda var och är kyrkby i Lenhovda socken och tillhörde efter kommunreformen 1862 Lenhovda landskommun. I denna inrättades 1 januari 1940 Lenhovda municipalsamhälle som sedan upplöstes 31 december 1956 samtidigt som landskommunen ombildades till Lenhovda köping som senare 1971 uppgick i Uppvidinge kommun.
I kyrkligt hänseende hade Lenhovda hört till Lenhovda församling och sedan 2012 Lenhovda-Herråkra församling.
Orten ingick till 1948 i Uppvidinge tingslag, därefter till 1971 i Östra Värends tingslag. Sedan 1971 ingår Lenhovda i Växjö domsaga.

### Befolkningsutveckling
| Befolkningsutvecklingen i Lenhovda 1960–2020 | Befolkningsutvecklingen i Lenhovda 1960–2020 | Befolkningsutvecklingen i Lenhovda 1960–2020 | Befolkningsutvecklingen i Lenhovda 1960–2020 | Befolkningsutvecklingen i Lenhovda 1960–2020 |
| -------------------------------------------- | -------------------------------------------- | -------------------------------------------- | -------------------------------------------- | -------------------------------------------- |
|                                              |                                              |                                              |                                              |                                              |
| År                                           |                                              |                                              | Folkmängd                                    | Areal (ha)                                   |
| 1960                                         | 1960                                         |                                              | 1 186                                        |                                              |
| 1965                                         | 1965                                         |                                              | 1 330                                        |                                              |
| 1970                                         | 1970                                         |                                              | 1 533                                        |                                              |
| 1975                                         | 1975                                         |                                              | 1 650                                        |                                              |
| 1980                                         | 1980                                         |                                              | 1 736                                        |                                              |
| 1990                                         | 1990                                         |                                              | 1 834                                        | 213                                          |
| 1995                                         | 1995                                         |                                              | 1 833                                        | 219                                          |
| 2000                                         | 2000                                         |                                              | 1 741                                        | 222                                          |
| 2005                                         | 2005                                         |                                              | 1 714                                        | 222                                          |
| 2010                                         | 2010                                         |                                              | 1 744                                        | 233                                          |
| 2015                                         | 2015                                         |                                              | 1 762                                        | 237                                          |
| 2020                                         | 2020                                         |                                              | 1 769                                        | 240                                          |
|                                              |                                              |                                              |                                              |                                              |